# 佐野伸寿
佐野 伸寿（さの しんじゅ、1965年4月22日 - ）は、日本の映画監督、元子役。

## 人物
在カザフスタン大使館に文化担当官として勤務していたことがきっかけで、カザフスタンを代表するアミール・カラクーロフやセリック・アプリモフなどの映画人と知り合う。
プロデュース作品として、『ラスト・ホリデイ』『アクスアット』『ウイグルから来た少年』などがある。2011年発表の『春、一番最初に降る雨』は、第7回ユーラシア国際映画祭で最高賞となるグランプリを獲得した。
また、佐野伸寿作品の大半はカザフスタンなどの中央アジアを舞台とした作品が多いのも特徴である。

## 作品

### ラスト・ホリデイ
在カザフスタン大使館勤務時代に知り合った、アミール・カラクーロフのプロデューサーとして、第9回東京国際映画祭ヤングシネマ部門東京ゴールド賞と東京都知事賞を受賞し、プロデューサー佐野伸寿を世に送り出した作品。

### 春、一番最初に降る雨
2011年第7回ユーラシア国際映画祭をグランプリを獲得した佐野伸寿最新の映画である。第24回東京国際映画祭でも日本映画・ある視点部門にて上映された。2012年4月28日から5月4日までの期間、大阪十三のシアターセブンで公開されている。
再生と共生をテーマに、カザフスタンの大自然を舞台とした素朴な家族の物語。
阿彦哲郎物語　戦争の囚われ人
ちっちゃいサムライ　三浦正雄の子供時代

## 出演作品

### 映画
- ダメおやじ（1973年） - 雨野タコ坊 役

### テレビドラマ
- スペクトルマン 第42話「宇宙から来た太陽マスク」・第43話「怪獣カバゴンの出現!!」（1971年） - 石田まさお 役
- 仮面ライダー
  - 第46話「対決!! 雪山怪人ベアーコンガー」（1972年） - 美川タダシ 役
  - 第96話「本郷猛 サボテン怪人にされる!?」（1973年） - キヨシ 役
- キカイダー01 第12話「怪談 墓場の化け猫呪いの生首」（1973年） - 杉下吾一 役
- ウルトラマンタロウ 第24話「これがウルトラの国だ!」・第25話「燃えろ! ウルトラ6兄弟」（1973年） - 岩森四郎 役
- アクマイザー3 第3話「なぜだ?! ガブラが消えた」（1975年） - 野田オサム 役
- ザ・カゲスター（1976年） - 屯田タケシ 役
- 刑事くん 第1部 第13話「迷子の唄」（1971年）　第4部 第17話「パリより友情をこめて」（1976年）
- 夜明けの刑事 第94話「ショック!UFOに乗った殺人者」（1976年）
- 超神ビビューン 第26話「妖怪城に地獄が? 見たぞガルバーの正体」（1977年） - ヒロシの兄 役